# Батлер, Грег
Грегори Эдвард «Грег» Батлер (англ. Gregory Edward "Greg" Butler; родился 11 марта 1966 года, Инглвуд, штат Калифорния) — бывший американский профессиональный баскетболист. У Грега есть старший брат, Дэйв, который также был профессиональным баскетболистом и выступал в Турции и Японии.

## Карьера
Играл на позиции Центровой. Учился в Стэнфорде, в 1988 году был выбран на драфте НБА под 37-м номером командой «Нью-Йорк Никс». 5 ноября этого же года дебютировал в НБА в матче против «Нью-Джерси Нетс». Всего Грег провёл за «Никс» 2 сезона. Позже выступал за команды «Лос-Анджелес Клипперс», «Нью-Хейвен Скайхоукс» из USBL и «Бейкерсфилд Джэммерс» из КБА. Позже играл в Португалии за «Оваренсе».

## Статистика

### Статистика в НБА
| Сезон                                                                                    | Команда  | Регулярный сезон | Регулярный сезон | Регулярный сезон | Регулярный сезон | Регулярный сезон | Регулярный сезон | Регулярный сезон | Регулярный сезон | Регулярный сезон | Регулярный сезон | Регулярный сезон | Серия плей-офф | Серия плей-офф | Серия плей-офф | Серия плей-офф | Серия плей-офф | Серия плей-офф | Серия плей-офф | Серия плей-офф | Серия плей-офф | Серия плей-офф | Серия плей-офф |
| Сезон                                                                                    | Команда  | GP               | GS               | MPG              | FG%              | 3P%              | FT%              | RPG              | APG              | SPG              | BPG              | PPG              | GP             | GS             | MPG            | FG%            | 3P%            | FT%            | RPG            | APG            | SPG            | BPG            | PPG            |
| ---------------------------------------------------------------------------------------- | -------- | ---------------- | ---------------- | ---------------- | ---------------- | ---------------- | ---------------- | ---------------- | ---------------- | ---------------- | ---------------- | ---------------- | -------------- | -------------- | -------------- | -------------- | -------------- | -------------- | -------------- | -------------- | -------------- | -------------- | -------------- |
| 1988/89                                                                                  | Нью-Йорк | 33               | 0                | 4,2              | 41,7             | 0,0              | 80,0             | 0,8              | 0,1              | 0,0              | 0,1              | 1,7              | Не участвовал  | Не участвовал  | Не участвовал  | Не участвовал  | Не участвовал  | Не участвовал  | Не участвовал  | Не участвовал  | Не участвовал  | Не участвовал  | Не участвовал  |
| 1989/90                                                                                  | Нью-Йорк | 13               | 0                | 2,5              | 25,0             | -                | 0,0              | 0,7              | 0,1              | 0,0              | 0,0              | 0,5              | Не участвовал  | Не участвовал  | Не участвовал  | Не участвовал  | Не участвовал  | Не участвовал  | Не участвовал  | Не участвовал  | Не участвовал  | Не участвовал  | Не участвовал  |
| 1990/91                                                                                  | Клипперс | 9                | 0                | 4,1              | 26,3             | -                | 66,7             | 1,8              | 0,1              | 0,0              | 0,0              | 1,6              | Не участвовал  | Не участвовал  | Не участвовал  | Не участвовал  | Не участвовал  | Не участвовал  | Не участвовал  | Не участвовал  | Не участвовал  | Не участвовал  | Не участвовал  |
|                                                                                          | Всего    | 55               | 0                | 3,8              | 35,4             | 0,0              | 71,4             | 1,0              | 0,1              | 0,0              | 0,0              | 1,4              | Не участвовал  | Не участвовал  | Не участвовал  | Не участвовал  | Не участвовал  | Не участвовал  | Не участвовал  | Не участвовал  | Не участвовал  | Не участвовал  | Не участвовал  |
| Наведите курсор мыши на аббревиатуры в заголовке таблицы, чтобы прочесть их расшифровку. |          |                  |                  |                  |                  |                  |                  |                  |                  |                  |                  |                  |                |                |                |                |                |                |                |                |                |                |                |